# Мария Шерифович
Мария Шерифович (на сръбски: Марија Шерифовић) е сръбска поп певица.

## Биография
Родена е в Крагуевац на 14 ноември 1984 г. Печели конкурса Евровизия като представител на Сърбия във Финландия с песента „Молитва“ през 2007 г.
Нейният първи албум „Нај, најбоља“ е издаден през 2003 г.
Шерифович е имала 6 успешни явявания на фестивал:
- Будвански фестивал 2003, Горка чоколада
- Будвански фестивал 2004, Бол до лудила, първо място
- Евровизия 2005, Понуда, седмо място
- Радийски фестивал 2005, У недељу, първо място
- Фестивал у Врнячкой бани 2006, Дуго, награда за интерпретация
- Евровизия 2007, Молитва, първо място

## Личен живот
Шерифович публично разкрива, че е лесбийка през 2013 г.